# 383067 Stoofke
383067 Stoofke este o planetă minoră (asteroid) din centura de asteroizi. A fost descoperită pe 7 septembrie 2005 la Uccle de Thierry Pauwels⁠(d). 
Obiectul prezintă o orbită caracterizată de o semiaxă mare de 2,4211787910966 UAi, o excentricitate de 0,18, o înclinație de 4,8 ° în raport cu ecliptica.